# Meißen
Meißen (sorbisk Mišno, latin: Misena) er administrationsby i Landkreis Meißen i den tyske delstat Sachsen, har knap 30.000 indbyggere og har betegnelsen Große Kreisstadt.
Byen Meißen er berømt for fremstillingen af porcelæn, der fremstilledes for første gang i Europa i 1708. Porcelænsfabrikken spiller stadig en stor rolle i byens identitet og har fortsat mange arbejdere tilknyttet fabrikken. Den ejendommelige historie om porcelænets opfindelse kan læses i romanen "Arkanum" af den britiske forfatter Janet Gleeson.

## Geografi
Meißen ligger ca. 25 km nordvest for Dresden, ca. 100 km øst for Leipzig og ca. 40 km nordøst for Freiberg og ligger ved floden Elben og dens biflod Triebisch. Midt i byen ligger der en meget markant klippe med slottet Albrechtsburg med tilhørende katedral. Vest for bymidten strækker dalen Triebischtal sig. Øst for Meißen ligger Coswig og Radebeul. Syd for Meißen ligger Meißner Hochland og mod nord bakker med navnet Lommatzscher Pflege.

## Kultur
Langs Elbens bredder er der gode vilkår for vindyrkning. Meißen har status som selvstændigt vindistrikt. Hvert år fejres der, når vinhøsten er slut, en stor vinfest for hele byen.

### Nabokommuner
Kommunen grænser til Coswig, Diera-Zehren, Käbschütztal, Klipphausen, Niederau, Triebischtal og Weinböhla i Landkreis Meißen.

### Inddeling
Ud over centrum med den gamle bydel er der i Meißen bydelene Plossen – Cölln – Questenberg – Triebischtal mit Buschbad – Bohnitzsch – Spaar – Zaschendorf – Lercha – Niederfähre – Zscheila – Klosterhäuser

## Historie
Borgen Misni blev grundlagt i 928 ved Elbens biflod Meisa af kong Henrik Fuglefænger (919-936) efter et felttog mod østslaver, og byen er en af de ældste i Sachsen. I 956 blev Meissen og Dresden, markgrevskab (grevskab der grænser til et andet land) hvilket 1098 overtoges af Henrik af Eilenburg, den første af huset Wettin. Borgen var omgivet af slaviske stammer frem til 1100-tallet, da tyskerne nåede dertil, og borgen blev centrum i markgrevskabet
Meißen fortsatte med at være markgrevskabet Meissen til 1270, da huset Wettin, der var markgrever fra 1089), flyttede til Dresden, som blev residensby.

## Slottet Albrechtsburg
Albrechtsburg byggedes mellem 1471 og 1500 oven på den gamle borg Misni som residens for de i fællesskab regerende kurfyrster over Sachsen og Thüringen, Ernst og Albert Wettin , og hævdes at være Tysklands ældste slot. I 1485 flyttedes residensen til Dresden, og Meißen mistede sin betydning, indtil i 1700-tallet. Da blev kemikeren Johann Friedrich Böttger holdt fanget af August den stærke af Sachsen. Böttgers officielle opgave var at lave guld, men uofficielt at finde hemmeligheden ved porcelænsfremstilling, hvilket lykkedes for ham i 1708.

## Kendte bysbørn
Karl Gottfried Mäser (født den 16. januar 1828) var mormonsk teolog. Han udvandrede til USA i 1857 og grundlagde Brigham Young University i Provo, Utah. Provo er i dag venskabsby med Meißen. I det hus på Zscheilaer Straße, i hvilket han boede, er der opsat en mindetavle til ære for ham.